# Pavel Maslák
Pavel Maslák (Havířov, Checoslovaquia, 21 de febrero de 1991) es un deportista checo que compitió en atletismo, especialista en las carreras de velocidad.
Ganó tres medallas de oro en el Campeonato Mundial de Atletismo en Pista Cubierta entre los años 2014 y 2018, dos medallas en el Campeonato Europeo de Atletismo, en los años 2012 y 2016, y siete medallas en el Campeonato Europeo de Atletismo en Pista Cubierta entre los años 2013 y 2021.

## Palmarés internacional
| Campeonato Mundial en Pista Cubierta | Campeonato Mundial en Pista Cubierta | Campeonato Mundial en Pista Cubierta | Campeonato Mundial en Pista Cubierta |
| Año                                  | Lugar                                | Medalla                              | Prueba                               |
| ------------------------------------ | ------------------------------------ | ------------------------------------ | ------------------------------------ |
| 2014                                 | Sopot (Polonia)                      | Medalla de oro                       | 400 m                                |
| 2016                                 | Portland (Estados Unidos)            | Medalla de oro                       | 400 m                                |
| 2018                                 | Birmingham (Reino Unido)             | Medalla de oro                       | 400 m                                |
| Campeonato Europeo                   |                                      |                                      |                                      |
| Año                                  | Lugar                                | Medalla                              | Prueba                               |
| 2012                                 | Helsinki (Finlandia)                 | Medalla de oro                       | 400 m                                |
| 2016                                 | Ámsterdam (Países Bajos)             | Medalla de plata                     | 400 m                                |
| Campeonato Europeo en Pista Cubierta |                                      |                                      |                                      |
| Año                                  | Lugar                                | Medalla                              | Prueba                               |
| 2013                                 | Gotemburgo (Suecia)                  | Medalla de oro                       | 400 m                                |
| 2013                                 | Gotemburgo (Suecia)                  | Medalla de bronce                    | 4 x 400 m                            |
| 2015                                 | Praga (República Checa)              | Medalla de oro                       | 400 m                                |
| 2015                                 | Praga (República Checa)              | Medalla de bronce                    | 4 x 400 m                            |
| 2017                                 | Belgrado (Serbia)                    | Medalla de oro                       | 400 m                                |
| 2017                                 | Belgrado (Serbia)                    | Medalla de bronce                    | 4 x 400 m                            |
| 2021                                 | Toruń (Polonia)                      | Medalla de plata                     | 4 x 400 m                            |